# Raszów (Kamienna Góra)
Raszów (deutsch Reußendorf) ist ein Ortsteil der Landgemeinde Kamienna Góra (Landeshut) im Powiat Kamiennogórski der Woiwodschaft Niederschlesien in Polen.

## Geographie
Raszów liegt im Südosten des Riesengebirges in einem Tal nordöstlich von Landeshut. Es wurde als Reihendorf angelegt und reicht vom Landeshuter Kamm bis an den Fuß des Scharlachsberges. Nachbarorte sind Wieściszowice (Rohnau) im Norden, Marciszów im Nordosten, Dębrznik (Krausendorf) im Osten, Kamienna Góra im Südosten, Pisarzowice (Schreibendorf) und Szarocin im Südwesten, Czarnów (Rothenzechau) im Westen und Rędziny (Röhrsdorf) im Nordwesten.

## Geschichte
Reußendorf gehörte zum Herzogtum Schweidnitz und gelangte mit diesem zusammen nach dem Tod des Herzogs Bolko II. 1368 an die Krone Böhmen, wobei seiner Witwe Agnes von Habsburg bis zu ihrem Tod 1392 ein Nießbrauch zustand. Nach dem Ersten Schlesischen Kriegs fiel es 1742 mit dem größten Teil Schlesiens an Preußen. Nach der Neugliederung Preußens gehörte es seit 1815 zur Provinz Schlesien und war ab 1816 dem Landkreis Landeshut eingegliedert, mit dem es bis 1945 verbunden blieb. 1874–1945 gehörte die Landgemeinde Reußendorf zum Amtsbezirk Kreppelhof, der 1929 in Amtsbezirk Rohnau umbenannt wurde. 1910 bestand Reußendorf aus 409 Einwohnern, 1933 waren es 474 und 1939 427 Einwohner.
Als Folge des Zweiten Weltkriegs fiel Schreibendorf 1945 wie fast ganz Schlesien an Polen und wurde in Pisarzowice umbenannt. Die deutsche Bevölkerung wurde vertrieben. Die neu angesiedelten Bewohner waren teilweise Zwangsumgesiedelte aus Ostpolen, das an die Sowjetunion gefallen war. 1975–1998 gehörte Pisarzowice zur Woiwodschaft Jelenia Góra.

## Sehenswürdigkeiten

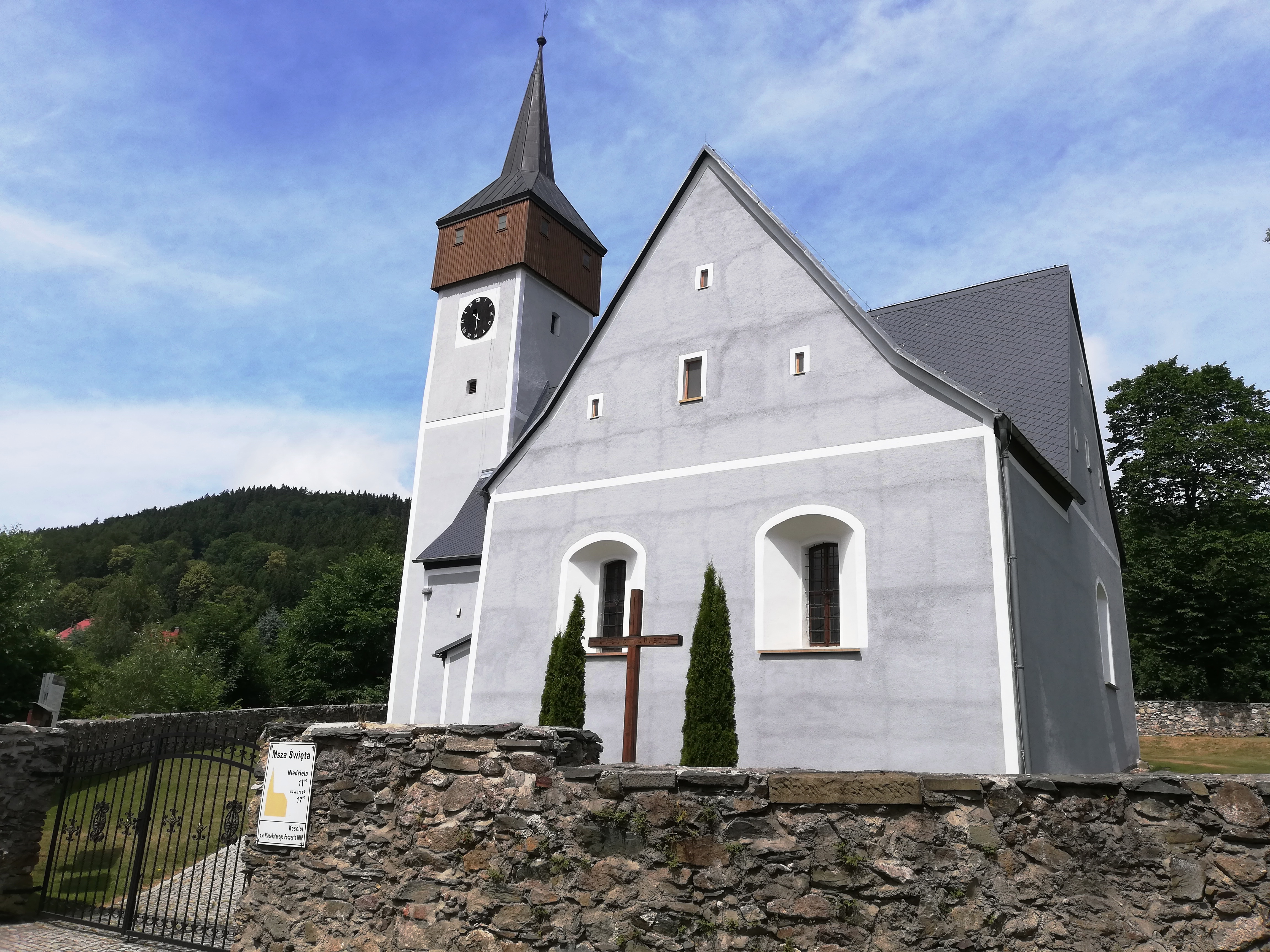
Filialkirche Unbefleckte Empfängnis der Jungfrau Maria

- Die katholische Filialkirche Unbefleckte Empfängnis (Kościół filialny Niepokalanego Poczęcia NMP) aus der zweiten Hälfte des 15. Jahrhunderts wurde im 18. und 19. Jahrhundert umgebaut. Der Hauptaltar stammt von 1510, die Kanzel aus dem ersten Viertel des 17. Jahrhunderts. Die Metallschale des Taufbeckens von 1613 enthält ein gemaltes Stifterwappen.
  - 1527 oder 1575 wurde die Grabkapelle für die Adelsfamilie Schaffgotsch errichtet, die mit zwei Arkaden zum Kirchenraum geöffnet ist. In ihr befinden sich zwei Tumben für Hans I. von Schaffgotsch († 1565), Kanzler des Herzogtums Schweidnitz-Jauer, und dessen Frau Salome, geborene von Nimptsch († 1567) sowie Hans II. von Schaffgotsch († 1572) und dessen Frau Margarethe von Hochberg († 1574). Die auf den Tumben liegenden Figuren stellen die Verstorbenen dar. Die Seiten sind mit Flachreliefs geschmückt.
  - Die Renaissance-Grabplatten und Epitaphien an der Kapelleninnenwand stammen aus der Zeit von 1590–1621.